# Diospilus tuberculatus
Diospilus tuberculatus är en stekelart som beskrevs av Abdinbekova 1969. Diospilus tuberculatus ingår i släktet Diospilus och familjen bracksteklar. Inga underarter finns listade i Catalogue of Life.